# Höcherlmühle
Höcherlmühle ist ein Gemeindeteil der Gemeinde Teunz im Landkreis Schwandorf (Oberpfalz, Bayern).

## Geographische Lage
Die Einöde Höcherlmühle liegt ungefähr sechs Kilometer nordöstlich von Teunz am Höcherlbach, der etwa einen Kilometer weiter nördlich bei Wildstein entspringt und ungefähr zwei Kilometer weiter südwestlich bei der Tannenschleife in den Tannenbach mündet.

## Geschichte
Zum Stichtag 23. März 1913 (Osterfest) war Höcherlmühle Teil der Filialkirche Wildeppenried und hatte ein Haus und vier Einwohner.
Wildstein bildete 1969 zusammen mit Burkhardsberg, Gutenfürst, Haidhof, Hermannsried, Höcherlmühle, Kühried, Kühriedermühle, Ödreichersried und Zieglhäuser die Gemeinde Wildstein mit insgesamt 475 Einwohnern und 1276 ha Fläche.
Am 31. Dezember 1990 hatte Höcherlmühle drei Einwohner und gehörte zur Expositur Wildeppenried.
Im Jahr 2002 wurde in der Nähe des Gebäudes auf freiem Feld ein Erdstall entdeckt.